# Stictoleptura deyrollei
Stictoleptura deyrollei är en skalbaggsart som först beskrevs av Maurice Pic 1895.  Stictoleptura deyrollei ingår i släktet Stictoleptura och familjen långhorningar. Inga underarter finns listade i Catalogue of Life.